# Эпихлоргидрин
Эпихлоргидрин (хлорметилоксиран) — органическое вещество, хлорпроизводное окиси пропилена, с формулой СH2(O)CH-CH2Cl. Широко применяется в органическом синтезе, используется в производстве эпоксидных смол и глицерина. Высокотоксичен, ирритант.

## Синтез
Эпихлоргидрин получают из пропилена, который хлорируют при температуре 500 °С и давлении 18 атмосфер до аллилхлорида:
{\displaystyle {\mathsf {CH_{3}CH{=}CH_{2}+Cl_{2}\rightarrow ClCH_{2}CH{=}CH_{2}+HCl}}}
Затем аллилхлорид подвергается действию хлорноватистой кислоты и получают изомерные дихлоргидрины глицерина:
Далее на дихлоргидрины глицерина действуют щёлочью (NaOH), в результате чего образуется эпихлоргидрин:
Образовавшийся эпихлоргидрин отделяют перегонкой с паром и дистилляцией. Также его можно получить восстановлением хлорированного акролеина.

## Физические свойства
Представляет собой бесцветную подвижную прозрачную жидкость с раздражающим запахом хлороформа, плохо растворимую в воде, хорошо в большинстве органических растворителях. С водой образует азеотропную смесь с температурой кипения +88 °С и содержит 75 % эпихлоргидрина. Образует азеотропные смеси с большим числом органических жидкостей. Вследствие наличия асимметричного атома углерода эпихлоргидрин оптически активен.

## Химические свойства
Эпихлоргидрин химически высокореакционное соединение, имеющее активную эпоксидную группу и подвижный атом хлора.
Реакция галогенирования
При взаимодействии хлора с эпихлоргидрином при обычных условиях образуется окись 3,3-дихлорпропилена (3,3-дихлорэпоксипропилен):
{\displaystyle {\mathsf {CH_{2}CH{-}O{-}CH_{2}Cl+Cl_{2}\rightarrow CH_{2}CH{-}O{-}CHCl_{2}+HCl}}}
Реакция гидрохлорирования
Легко присоединяет хлороводород при обычной температуре как в растворе, так и в безводной среде, с образованием 1,3-дихлоргидрина:
{\displaystyle {\mathsf {CH_{2}CH{-}O{-}CH_{2}Cl+HCl\rightarrow CH_{2}Cl{-}CHOH{-}CH_{2}Cl}}}
Реакция дегидрохлорирования
В присутствии небольших количеств щёлочи эпихлоргидрин легко присоединяет соединения содержащие один или несколько подвижных атомов водорода, с образованием хлоргидринов:
{\displaystyle {\mathsf {RH+CH_{2}CH{-}O{-}CH_{2}Cl{\xrightarrow[{}]{[NaOH]}}RCH_{2}{-}CHOH{-}CH_{2}Cl}}}
При увеличении концентрации щёлочи реакция идет с отщеплением хлористого водорода и с восстановлением эпоксидной группы, но уже в другом положении:
{\displaystyle {\mathsf {RCH_{2}{-}CHOH{-}CH_{2}Cl{\xrightarrow[{}]{[NaOH]}}RCH_{2}{-}CH{-}O{-}CH_{2}}}}
Реакция гидролиза
При избытке щёлочи (чаще всего применяют карбонат натрия) и при температуре 100 °С эпихлоргидрин медленно превращается в глицерин:
{\displaystyle {\mathsf {2CH_{2}CH{-}O{-}CH_{2}Cl+2NaCO_{3}+3H_{2}O\xrightarrow {100{^{o}C}} 2CH_{2}OH{-}CHOH{-}CH_{2}OH+2NaCl+CO_{2}}}}
Реакция гидратации
в присутствии разбавленных неорганических кислот (серной или ортофосфорной) эпихлоргидрин образует α-монохлоргидрин глицерина:
{\displaystyle {\mathsf {CH_{2}CH{-}O{-}CH_{2}Cl+H_{2}O{\xrightarrow[{}]{[H_{2}SO_{4}]}}CH_{2}OH{-}CHOH{-}CH_{2}Cl}}}
С повышением  температуры повышается гидратация эпихлоргидрина.
Реакция этерификации
При взаимодействии эпихлоргидрина со спиртами происходит раскрытие эпоксидного кольца с образованием гидроксильной группы  в положении 2 и с образованием простого эфира:
{\displaystyle {\mathsf {CH_{2}CH{-}O{-}CH_{2}Cl+HOR\rightarrow ClCH_{2}{-}CHOH{-}CH_{2}OR}}}
С карбоновыми кислотами эпихлоргидрин образует сложные эфиры хлоригидрина, например  с ледяной уксусной кислотой при нагревании до 180 °С образуется преимущественно 1-хлор-2-гидрокси-3-пропилацетат:
{\displaystyle {\mathsf {CH_{2}CH{-}O{-}CH_{2}Cl+CH_{3}COOH\rightarrow ClCH_{2}{-}CHOH{-}CH_{2}{-}O{-}CO{-}CH_{3}}}}
Реакция аминирования
Эпихлоргидрин уже при обычной температуре присоединяет аммиак или амины с раскрытием  цикла:
{\displaystyle {\mathsf {CH_{2}CH{-}O{-}CH_{2}Cl+NH_{3}\rightarrow NH_{2}{-}CH_{2}{-}CHOH{-}CH_{2}Cl}}}
Реакция конденсации
Эпихлоргидрин реагирует с дифенилолпропаном с образованием полимерного диглицидного эфира:
Данная реакция является примером получения эпоксидных смол, получивших за последнее время в силу своих исключительных свойств очень широкое распространение.
Реакция полимеризации
Эпихлоргидрин способен полимеризоваться. В зависимости от применяемого катализатора получаются подвижные жидкости, высоковязкие масла или смолоподобные продукты.

## Применение
Применяется как полупродукт для синтеза производных глицерина, красителей и поверхностно-активных веществ; для получения синтетических материалов (главным образом, эпоксидных смол).

## Токсикология и безопасность

### Общий характер действия
Обладает раздражающим и аллергическим действием. В опытах на животных избирательно поражает почки. Проникает через кожу.
Эпихлоргидрин является высокотоксичным и огнеопасным соединением. Пары эпихлоргидрина при вдыхании даже небольших концентраций вызывают тошноту, головокружение и слезотечение, а при длительном воздействии приводят к более тяжёлым последствиям (нередко возникают сильнейшие отёки лёгких). Эпихлоргидрин при попадании на кожу и длительном контакте вызывает дерматиты, вплоть до поверхностных
некрозов. Все работы с эпихлоргидрином необходимо проводить в резиновых перчатках, резиновом фартуке, а при сильной загазованности его парами — в противогазе марки А.

### Безопасность
Эпихлоргидрин — легковоспламеняющееся вещество. При возгорании тушить диоксидом углерода, пеной или водой, равномерно распределяя её по поверхности.

ПДК в воздухе рабочей зоны производственных помещений не должен превышать 1 мг/м³, ПДК в атмосферном воздухе населённых мест 0,2 мг/м³ (рекомендуемая).